# エヴェッサTV
エヴェッサTVは、BS-iで2006年1月25日から4月26日まで毎週水曜日に放送された番組である。
2005年に発足されたプロバスケットボール・bjリーグで初代王者となった大阪エヴェッサにスポットを当て、試合ダイジェストを中心に選手の素顔やチーム情報などを伝えた。